# ルイス・モーガン (サッカー選手)
ルイス・モーガン（Lewis Morgan, 1996年9月30日 - ）は、スコットランド・グリーノック出身のサッカー選手。ニューヨーク・レッドブルズ所属。スコットランド代表。ポジションはミッドフィールダー。

## 経歴

### クラブ
レンジャーズFCのアカデミーを経て、2013年9月にセント・ミレンFCと2年契約を結んだ。2014年9月27日、スコティッシュ・プレミアシップのセルティックFC戦でプロデビュー。
2018年1月5日、セルティックFCに移籍し4年半契約を結んだ。シーズン終了まではセント・ミレンFCにレンタルの形で残留した。
2019年1月31日、サンダーランドAFCにレンタル移籍。
2020年1月、メジャーリーグサッカーのインテル・マイアミCFに移籍。
2021年12月12日、ニューヨーク・レッドブルズに移籍。

### 代表
2018年5月、アレックス・マクリーシュ代表監督によってペルー代表とメキシコ代表との親善試合でスコットランド代表に招集された。2018年5月29日、ペルー代表戦でスコットランド代表デビューを果たした。
UEFA EURO 2024に選出

## タイトル

### クラブ
セルティックFC
- スコティッシュリーグカップ: 2019–20[8]